# Swiss Winter University Games 2018
Die 3. Swiss Winter University Games wurden vom 9. bis zum 11. März 2018 in Saas-Fee ausgetragen. Sie war die dritte Swiss Winter University Games. Es fanden Wettkämpfe in Ski Alpin und zum ersten Mal im Snowboard zwischen den einzelnen Universitäten und Hochschulen statt.

## Sieger
Quelle: 

### Team
| Platz | Universität                                | Team                     | Punkte |
| ----- | ------------------------------------------ | ------------------------ | ------ |
| 01    | Universität Lausanne/ Universität Freiburg | SAS'fête                 | 3'984  |
| 02    | Universität Basel                          | Sicke trick to faceplant | 3'970  |
| 03    | Universität Basel                          | Lightspeeders Reefbreak  | 3'819  |

### Ski

#### Damen
| Platz | Universität            | Fahrerin         | Slalom | Riesenslalom | Mix Race Jump | Total |
| ----- | ---------------------- | ---------------- | ------ | ------------ | ------------- | ----- |
| 01    | Universität Freiburg   | Joana Frick      | 200    | 200          | 160           | 560   |
| 02    | Universität Freiburg   | Ramona Volken    | 180    | 180          | 180           | 540   |
| 03    | Universität St. Gallen | Laura Zurbriggen | 140    | 160          | 150           | 450   |

#### Herren
| Platz | Universität            | Fahrer       | Slalom | Riesenslalom | Mix Race Jump | Total |
| ----- | ---------------------- | ------------ | ------ | ------------ | ------------- | ----- |
| 01    | Universität Basel      | Marco Studer | 160    | 200          | 200           | 560   |
| 02    | Universität St. Gallen | Jake Lismore | 200    | 180          | 160           | 540   |
| 03    | Universität St. Gallen | Erik Linden  | 145    | 145          | 180           | 470   |

### Snowboard

#### Damen
| Platz | Universität       | Fahrerin         | Slalom | Riesenslalom | Mix Race Jump | Total |
| ----- | ----------------- | ---------------- | ------ | ------------ | ------------- | ----- |
| 01    | Universität Basel | Anja Vaes        | 86     | 200          | 200           | 486   |
| 02    | Universität Bern  | Samantha Orchard | 89     | 180          | 150           | 419   |
| 03    | Universität Bern  | Kerstin Jerger   | 111    | 126          | 180           | 417   |

#### Herren
| Platz | Universität        | Fahrer          | Slalom | Riesenslalom | Mix Race Jump | Total |
| ----- | ------------------ | --------------- | ------ | ------------ | ------------- | ----- |
| 01    | Universität Basel  | Dominique Hohle | 73     | 160          | 180           | 413   |
| 02    | Universität Zürich | Dario Bugmann   | 0      | 200          | 200           | 400   |
| 03    | Universität Bern   | Fabio Gretener  | 89     | 150          | 150           | 389   |

## Disziplinen
| Disziplinen     | Wertung       |
| --------------- | ------------- |
| Foto Contest    | Teamwertung   |
| Riesenslalom    | Einzelwertung |
| Mix Race        | Einzelwertung |
| Speed           | Einzelwertung |
| Slalom          | Einzelwertung |
| SWUG Relay      | Teamwertung   |
| Parallel-Slalom | Teamwertung   |

Die einzelnen Disziplinen der Einzelwertungen wurden pro Person zusammengezählt und den Herren bzw. Damen Sieger ermittelt. Ausgenommen des Speedrennens.
Bei der Teamwertung wurden die Punkte der Teamwettkämpfe plus die Punkte der Teammitglieder in den Einzelwettbewerben addiert.

## SHM-Rennen
Am 9. März fand die Schweizer Hochschulmeisterschaftsrennen (SHM) als Parallel-Slalom statt.